# Хесо фон Лайнинген-Дагсбург
Хесо фон Лайнинген-Дагсбург  (на немски: Hesso von Leiningen-Dagsburg; † 8 март 1467 в Мюнхен) е от ок. 1434 г. граф, от 1444 г. покняжен ландграф на Лайнинген.
Той е третият син на граф Фридрих IX фон Лайнинген-Дагсбург († ок. 1434) и съпругата му Маргарета фон Хахберг († 1417/1426), дъщеря на маркграф Хесо фон Баден-Хахберг († 1410).
На 4 октомври 1440 г. Хесо се жени във Вормс за принцеса Елизабет Баварска (* 1406, † 5 март 1468), вдовица на херцог Адолф фон Юлих-Берг († 1437), дъщеря на херцог Ернст от Бавария-Мюнхен. Бракът е бездетен.
През 1444 г. граф Хесо получава за себе си княжеската титла от император Фридрих III. През 1465 г. той купува собственостите на Тевтонския орден в Иберсхайм. 
Хесо умира на 8 март 1467 г. в Мюнхен и е погребан в манастир Хьонинген.
Понеже е бездетен неговата собственост отива на сестра му Маргарета фон Лайнинген-Вестербург († 1470), омъжена за Райнхард III фон Вестербург († 1449) и се образува линията „Лайнинген-Вестербург“. Нейните братя от Лайнинген-Хартенбург обаче се съпротивляват.